# 黑兹尔顿
黑兹尔顿（英語：Hazleton）是宾夕法尼亚州第17大的城市，位于美国宾夕法尼亚州卢泽恩县，人口为25,340人（2010年）。

## 地理
黑兹尔顿位于40°57′32″N 75°58′28″W / 40.95889°N 75.97444°W (40.958834, −75.974546)，根据美国人口普查局的数据，该市总面积为6平方英里（16平方公里）。

## 姊妹城市
- 波蘭大波兰地区戈茹夫
- 爱尔兰多尼戈尔郡
- 義大利坎帕尼亚[3]